# Strasburg (Uckermark)
Strasburg (pol. Strażno, Dargorad Wkrzański) – niemieckie miasto położone w kraju związkowym Meklemburgia-Pomorze Przednie (Mecklenburg-Vorpommern), w powiecie Vorpommern-Greifswald.

## Położenie
Strasburg leży przy autostradzie A20, na skrzyżowaniu drogi krajowej B104 z lokalnymi L32 i L282.

## Nazwa
Niemiecka nazwa miasta znaczy dosłownie miasto dróg a wzięła się najprawdopodobniej z dróg prowadzących w średniowieczu ze wschodu Europy do miast hanzatyckich. 

## Garncarstwo
W mieście rozwinęło się już w średniowieczu garncarstwo. Najstarsze wzmianki o manufakturach garncarskich datuje się na drugą połowę XIII wieku. Prawdopodobnie w tamtym czasie założono pierwszy zakład rzemieślniczy na terenie obecnej ulicy Mauerstrasse. Można przypuszczać, że w Strasburgu nie był to jedyny zakład specjalizujący się w tego typu wyrobach, jednakże znikoma liczba konkretnych dowodów, oraz mała skala znaleziska wskazuje na stosunkowo niewielkie znaczenie miasta jako centrum garncarstwa w regionie.
Na podstawie zachowanych materiałów z 1728 roku można wyczytać, że w XIII wieku garncarstwo w Strasburgu przeżywało okres intensywnego rozkwitu. Jednak okresem szczytowym była połowa XIX wieku. Ożywienie to mogło wynikach z powiązaniem produkcji całego południowego basenu Bałtyku pod wspólną nazwa sztuki Szczecina. Pod ta nazwa oferowano wyroby regionalne o bardzo wysokiej jakości i charakteryzujące się wieloma kolorami, ocynkowane, zachowane w tonacji jasnej. Były to typowe wzory wyrobów wytwarzanych w regionie Szczecina od drugiej połowy XIII wieku do początku XX stulecia. Najlepsi rzemieślnicy wyjeżdżali wtedy na tereny Pomorza Wschodniego i dalej do Skandynawii. Zakłady ceramiczne z tamtych regionów potrzebowały w tym okresie wysoko kwalifikowaną kadrę, która pozwoliłaby im produkować wyroby bardzo wysokiej jakości. Prace archeologiczne na terenie Strasburga wykazały duże znaczenie miasta jako centrum ceramiki w regionie, jednakże ostatnie fakty zdają się temu zaprzeczać. Manufaktury zlokalizowane na terenie miasta produkowały głównie na rynek wewnętrzny o typowej specyfice regionalnej. Paleta produktów obejmowała ceramikę o różnorakich wzorach i wielkościach począwszy od doniczek, poprzez ceramikę użytkową na ceramice ozdobnej i zabawkach dla dzieci kończąc. Przed końcem XIX wieku popyt na wyroby ceramiczne drastycznie się obniżył. Do tego czasu produkcja tego typu wyrobów była bardzo atrakcyjna. Powstawały nowe manufaktury, kształcono nowych pracowników. Produkcja garncarstwa stała się mało opłacalna. W XX wieku ceramika użytkowa w wyniku małego popytu, a co za tym idzie znikomej produkcji prawie zanikła.

## Współpraca
Miejscowości partnerskie:
- Polska: Brodnica, Drawsko Pomorskie
- Austria: Straßburg